# Das Dienerzimmer (Gogol)
Das Dienerzimmer  (russisch Лакейская, Lakeiskaja) ist ein dramatisches Fragment  des russischen Schriftstellers Nikolai Gogol, das im Zeitraum 1839–1840 entstand und in der 1842er-Ausgabe von Nikolai Gogols Werken publiziert wurde.
Die Diener Grigorij, Pjotr und Iwan haben die Arbeit nicht erfunden. Als ihr Herr klingelt, dösen alle drei weiter und erfinden, als dieser persönlich nach dem Rechten sieht, fadenscheinige Ausreden. Nachdem ein fremder Diener die Ankunft Anna Petrownas verkündet hat, macht sich der Herr unverzüglich aus dem Staube. Vergeblich will der korpulente Haushofmeister die drei Faulpelze zur Hausarbeit antreiben. Da hat der Dicke bei Abwesenheit des Hausherrn schlechte Karten.
Annuschka, Zofe aus einem anderen Hause, hat mitbekommen, dass der Hausherr ausgefahren ist und nutzt die günstige Gelegenheit; schaut vorbei. Die Zofe ist von der geschliffenen Sprache des Haushofmeisters tief beeindruckt und begibt sich ohne viel Ziererei willig mit ihm in sein Gemach.

## Verwendete Ausgabe
Das Dienerzimmer.  S. 296–305 in Johannes von Guenther (Hrsg., Übersetzer): Nikolai Gogol: Gesammelte Werke. Band V.  Dramatische Werke. Aufbau-Verlag, Berlin 1952